# 1948年5月9日日食
1948年5月9日日食是一次日環食，發生於1948年5月9日（西半球大多為5月8日）。新月當天（即朔日），地球上觀測到月球和太阳的角距離極小，此時月球如果恰好在月球交點附近，穿過太阳和地球之間，與地球、太阳接近一直線，則會出現日食。月球穿過太阳和地球之間，但距地球較遠，本影未能接觸地表，而使偽本影覆蓋的區域內看到月球的角直徑小於太陽，就形成日環食，同時在偽本影兩側數千公里的半影範圍內形成日偏食。此次日環食經過了卡爾尼科巴島、缅甸、暹羅、法屬印度支那、北越、中国、南朝鲜、日本、苏联、阿拉斯加領地，日偏食則覆蓋了亚洲的大部分區域及周邊部分地區。

## 日食概況

### 出現區域
印度洋東北部洋面在5月9日日出時最先看到日環食，環食穿過孟加拉灣南部、印度遠離本土的離島卡爾尼科巴島、安達曼海、中南半島、北部湾、中国、黄海、朝鲜半岛中部偏南（今屬大韓民國）後在咸镜北道東南約170公里的日本海海面達到最大食分，然後穿過日本禮文島、苏联库页岛東南角、鄂霍次克海、千島群島、白令海、阿拉斯加阿留申群島，由於在千島群島和阿留申群島之間跨過了国际日期变更线，環食結束於太平洋東北部5月8日日落時分。
此次環食帶極窄，經過的較大範圍的陸地僅中南半島和中國，而印度、日本、苏联和阿拉斯加均只有若干島嶼被環食帶覆蓋。偽本影經過的陸地依次包括：
- 印度尼科巴群島：卡爾尼科巴島全島；
- 緬甸聯邦：自西向東穿過丹那沙林（今德林達依省）中部，該省主要城市丹老在環食帶內；
- 暹羅（今泰国）：佛丕府北部、叻丕府東南部、夜功府全境、龍仔厝府大部（除東南角）、佛統府南部、曼谷市大部、北欖府西北角、暖武里府南部、巴吞他尼府東南部、北柳府西北角、坤西育府大部（除東南側）、北標府南側、巴真府西北角、呵叻府（貫穿西南部至東北部）、武里南府北部、坤敬府東南角、瑪哈沙拉堪府東南部、黎逸府北部、加拉信府東南部、莫拉限府北部、那空拍儂府東南角，其中曼谷是本次環食帶經過的唯一首都；
- 法属印度支那（今老挝部分）：沙灣拿吉省西北角、甘蒙省南部；
- 北越（今屬越南）：經過廣平省西北部後，從河靜省东南部進入北部湾；
- 中國：在遂溪县與海康縣（今雷州市）交界處接觸陸地，自西南向東北貫穿粤、贛、浙、蘇四省（含今上海市崇明區西北部），在東南行署轄區（今屬啟東市）呂四港進入黄海；
- 南朝鮮（今大韓民國）：在忠清南道西南部接觸陸地，向東北貫穿忠清南道後穿過京畿道東南部，並擦過忠清北道西北的一小角，最後自西南向東北貫穿江原道，進入日本海；
- 日本：自西向東穿過禮文島中部；
- 苏联（今俄罗斯部分）：穿過库页岛東南角，橫跨鄂霍次克海後到達磨勘留島北半部，並擦過幌筵島南端；
- 阿拉斯加領地（今美国阿拉斯加州）：經過拉特群島的基斯卡島北端後跨過白令海南端到達安德烈亞諾夫群島的數個島嶼，包括博布羅夫島北部、卡納加島北端、埃達克島北端、卡加拉斯卡島北端、小塔納加島北半部、大錫特金島南半部以及大錫特金島和小塔納加島之間的數個小島、阿馬克島、尤拉克島南半部、伊吉金島、楚古爾島、塔加拉克島、奧格洛達克島、阿特卡島西南端。[3][4]

除了上述極狹窄的環食帶內能看到日環食之外，月球半影覆蓋範圍內都能看到日偏食，包括除中东地區西部外的整個亚洲、除欧洲部分的西半部外的整個苏联、除最南端外的斯瓦尔巴大部、紐幾內亞西北部、北太平洋、夏威夷群島和北美洲西北部。其中大部分地區在5月9日看到日食，而北美洲西北部的部分地區在5月8日看到日偏食，更有格陵兰處於極晝的部分地區的日偏食在5月8日子夜前不久開始，在5月9日凌晨結束。

### 基本參數
本次日環食發生時，月球本影錐的末端十分接近地表，使偽本影覆蓋範圍極窄，環食持續時間極短，而食分非常接近於1，即看到太陽被遮掩後形成的「環」非常細。日本海的最大食分達0.9999，偽本影只有0.2公里寬，環食持續時間僅0.2秒，是本次偽本影最窄、環食持續時間最短處。而即使是在偽本影最寬、環食持續時間最長處，即最初進入偽本影的印度洋東北部洋面，偽本影也只有65公里寬，環食持續時間僅54.6秒。
- 類型：日環食
- 食甚中心處（位於北朝鮮咸镜北道東南約170公里的日本海，與食甚最大處稍有些距離）資料：
  - 時間：1948年5月9日2:25:35.3
  - 地點：39°49.1′N 131°13.0′E / 39.8183°N 131.2167°E
  - 食分：0.9999（環食帶內最大）
  - 日環食持續時間：0.3秒

## 觀測
此次日環食地表十分接近月球本影錐末端，日環食的食分非常大，從地球上看到的月面與日面邊緣貼得非常近，在月球邊緣凹凸的山峰影響下，會出現一般只有日全食時才能看見的贝利珠。而這也使此次日食成為測量地球大小和形狀，以及月面邊緣山峰的極佳機會。美國國家地理學會派出了7支觀測隊，其中6支分別前往缅甸丹老、暹羅曼谷、中国武康（今屬德清縣）、南朝鮮牙山郡溫陽邑（今大韩民国牙山市溫陽洞）、日本禮文島和阿拉斯加埃達克島，還有一支從申雅島出發乘坐B-29超級堡壘轟炸機從空中觀測，這次觀測規模超過以往任何一次。由於各地天氣不同，最終空中和禮文島的觀測隊獲得效果最佳，丹老和曼谷較好，埃達克島尚有些價值，溫陽邑的觀測缺失內容較多，而武康日食期間有陰雨，效果最差。本次觀測在第二次世界大战結束後不久，其中日本禮文島的觀測隊尤其有科學界傳遞友好的意義。島上的二村之一，香深村對觀測隊提供了支援。為紀念本次觀測，香深村於1954年建起了日食觀測紀念碑，最初立在觀測的中心地帶起登臼地區，2003年移到嚴島神社境內，隔海與利尻富士相望。
在此之前，與本次日食同屬於沙羅週期137的1912年4月17日和1930年4月28日兩次全環食的食分也接近1，科學家分別在法国巴黎附近和美国加利福尼亚州坎普頓維爾附近做了觀測。之後類似的機會是仍然屬於該沙羅周期的1966年5月20日發生在希腊和土耳其的日環食。
中國國立中央研究院天文研究所（今紫金山天文台前身）與中央大學物理系、國防部測量局亦組隊觀測，最初計劃前往广东省，希望和美國的觀測隊距離較遠，不至同受惡劣天氣影響。但在查詢廣州、杭州、蘇州附近的氣象、交通、治安情況後，最終定在餘杭縣賜璧塢。因為5月江南多處於梅雨期，氣象數據均不佳，而又限於經費，且徐家匯天文臺估計有70%希望，同時也可以參觀美國觀測隊的設備以供日後參考。而天文研究所所長張鈺哲於1946年赴美、加考察並研究食雙星光譜，卻被中華民國外交部停止供應回國路費，也藉此機會於1948年3月回國，與陳遵媯等共同觀測。但最終受天氣所限，與在中國觀測的美國國家地理學會觀測隊一樣，只測得太陽亮度的變化。而青島觀象台、中山大学天文台、上海同济大学物理系亦做了觀測。

## 相關的日食

### 1946-1949年的日食
月球交替位於相對的月球交點時，以半個交點年（食年），即約177天又4小時間隔出現下列日食。
註：1946年1月3日和1946年6月29日的日偏食屬於上一組交點年系列。
| 升交點   | 升交點                   |          | 降交點                    | 降交點 |
| 沙羅周期 | 地圖                     | 沙羅周期 | 地圖                      |        |
| 117      | 1946年5月30日 偏食（南） | 122      | 1946年11月23日 偏食（北） |        |
| 127      | 1947年5月20日 全食       | 132      | 1947年11月12日 環食       |        |
| 137      | 1948年5月9日 環食        | 142      | 1948年11月1日 全食        |        |
| 147      | 1949年4月28日 偏食（北） | 152      | 1949年10月21日 偏食（南） |        |

### 沙羅周期
沙羅周期長度為18年11天。本次日食屬於沙羅週期137，共包含70次日食，依次為1389年5月25日至1515年8月9日的8次日偏食、1533年8月20日至1695年12月6日的10次日全食、1713年12月17日至1804年12月11日的6次全環食（亦稱混合食）、1822年12月21日至1876年3月25日的4次日環食、1894年4月6日至1930年4月28日的3次全環食、1948年5月9日至2507年4月23日的32次日環食、2525年4月23日至2633年6月28日的7次日偏食，總共歷時1244.08年。其中最長的全食發生於1569年9月10日，共持續了2分55秒。
下表列舉了1901年至2100年間發生的屬於該周期的11次日食，是第30至40次：
| 30            | 31            | 32            |
| ------------- | ------------- | ------------- |
| 1912年4月17日 | 1930年4月28日 | 1948年5月9日  |
| 33            | 34            | 35            |
| 1966年5月20日 | 1984年5月30日 | 2002年6月10日 |
| 36            | 37            | 38            |
| 2020年6月21日 | 2038年7月2日  | 2056年7月12日 |
| 39            | 40            |               |
| 2074年7月24日 | 2092年8月3日  |               |

## 資料來源
1. ↑  樊忠玉. . 中国天文科普网.   [2015-07-16]. （原始内容存档于2014-09-17）.
2. 1 2  Fred Espenak. . NASA Eclipse Web Site.   [2015-07-16]. （原始内容存档于2020-10-21）.（英文）
3. ↑  Fred Espenak. . NASA Eclipse Web Site.   [2015-07-16]. （原始内容存档于2020-10-20）.（英文）
4. ↑  Xavier M. Jubier. .   [2016-01-10]. （原始内容存档于2019-09-05）.（法文）（英文）
5. ↑  Fred Espenak. . NASA Eclipse Web Site.   [2013-04-14]. （原始内容存档于2008-08-29）.（英文）
6. ↑  Fred Espenak. . NASA Eclipse Web Site.   [2015-03-28]. （原始内容存档于2020-10-20）.（英文）
7. ↑  Kinney, William A., Moore, W. Robert, Williams, Maynard Owen, William A. Kinney, W. Robert Moore and Maynard Owen Williams. . National Geographic Magazine.   [2015-03-27]. （原始内容存档于2019-08-21）.（英文）
8. 1 2  Xavier M. Jubier. .   [2015-03-27]. （原始内容存档于2019-08-27）.（法文）（英文）
9. ↑  . 日食ナビ.   [2015年3月28日]. （原始内容存档于2016年3月5日） （日语）.
10. ↑  . 北海道博物館協会.   [2015-03-28]. （原始内容存档于2020-10-25） （日语）.
11. ↑  陳遵媯. . 宇宙. 1948: 84–85.
12. ↑  . 閩都文化研究會.   [2015-03-28]. （原始内容存档于2019-08-31）.
13. ↑  . 中國天文學會.   [2015-03-28]. （原始内容存档于2020-05-15）.
14. ↑  白壽彝. .   [2015-03-28]. （原始内容存档于2019-11-10）.
15. ↑  Fred Espenak. . NASA Eclipse Web Site.（英文）

## 外部連結
- NASA日食專頁（页面存档备份，存于）（英文）
- 可見區域圖和時間統計：由弗雷德·埃斯佩纳克做出的日食預報，NASA/GSFC
  - Google互動地圖呈現的日食範圍
  - 貝塞爾元素
- Google地圖顯示的日環食和日偏食範圍（页面存档备份，存于）（法文）（英文）

| \| \| 日食 \|                              |                             |                                           |
| 上一次日食： 1947年11月12日日食 （日環食） | 1948年5月9日日食 （日環食） | 下一次日食： 1948年11月1日日食 （日全食） |
| 上一次日環食： 1947年11月12日日食          | 1948年5月9日日食 （日環食） | 下一次日環食： 1950年3月18日日食          |
|                                            | 日食                        |                                           |